# Malenino (przystanek kolejowy)
Malenino – nieczynny przystanek kolei wąskotorowej w Iglicach, w województwie zachodniopomorskim, w Polsce. Został zamknięty po 1945 roku.